# Alena Peterková
Alena Peterková (rozená Pavlíková; * 13. listopadu 1960, Ostrava) je bývalá československá a později česká atletka, běžkyně, která se specializovala na střední a především dlouhé tratě. Je držitelkou dvou českých rekordů (10 000 m a maraton).

## Sportovní kariéra
V dětství se nejprve věnovala gymnastice. S atletikou začínala v roce 1973 ve Vítkovicích. V začátcích se věnovala skoku do výšky a krátkým překážkovým běhům. Kvůli zdravotním potížím s nožní klenbou, které ji znemožnily běhat rychle, se začala specializovat na delší tratě. První maraton v kariéře okusila v roce 1988 v Košicích. Ze závodu oficiálně odstoupila, nakonec jej však s nachlazením dokončila v čase 3.02:00. O několik týdnů později v Praze dokončila maraton v čase 2.47:10. 1. října 1989 se stala vítězkou košického mezinárodního maratonu míru. Trať dokončila v čase 2.31:28 a v celkovém pořadí obsadila 27. místo. Tento traťový rekord překonala až o 20 let později Ukrajinka Olena Burkovská časem 2.30:50. V roce 1990 na ME v atletice ve Splitu maraton nedokončila.
V roce 1992 reprezentovala na Letních olympijských hrách v Barceloně, kde ve velkém horku doběhla maratonskou trať v čase 2.53:30 na 24. místě. 18. dubna 1994 v Bostonu zaběhla jako první česká běžkyně maraton pod hranici 150 minut. Trať dlouhou 42,195 km zaběhla v čase 2.25:19 a celkově obsadila mezi ženami 4. místo. V červnu roku 1995 se stala vítězkou prvého ročníku Pražského mezinárodního maratonu. Dopingová kontrola však v její moči odhalila zakázanou látku nandrolon a za pozitivní nález byla potrestána čtyřletým zákazem startů. Vítězkou se nakonec stala v pořadí druhá Ukrajinka Světlana Tkačová. Později se začala specializovat na duatlon. V roce 1998 se stala v polském městě Puławy mistryní Evropy v krátkém duatlonu (běh 10 km - kolo 40 km - běh 5 km). O rok později se ve švýcarském Zofingenu účastnila MS v dlouhém duatlonu (běh 8,5 km - kolo 150 km - běh 30 km), kde vybojovala stříbrnou medaili. Stříbro získala také na evropském šampionátu v rakouském Bad Blumau.
V roce 2000 (ve 40 letech) zaběhla na mistrovství republiky v Plzni nový český rekord v běhu na 10 000 metrů, jehož hodnota je 32:27,68. Tímto výkonem splnila limit pro olympijské hry. Vinou nešťastného zranění však do australského Sydney neodcestovala, když doma upadla na schodech a poranila si meniskus, naštípla žebro a narazila zápěstí. V roce 2001 se znovu zúčastnila Pražského maratonu a mezi ženami doběhla v čase 2.37:07 na 3. místě, čímž zároveň vybojovala titul mistryně republiky.
Je držitelkou českého rekordu v maratonu časem 2:25:19 (Boston 1994), tímto výkonem se zařadila do první světové desítky za rok 1994. Ve stejném roce se v Oslo stala držitelkou českého rekordu také v půlmaratonu, tento rekord držela 24 let. Stala se také úspěšnou trenérkou, její svěřenkyně Petra Pastorová dosáhla v roce 2013 maratonského výkonu 2:36:44.

### Osobní rekordy
- 5 000 m – 15:53,09 – 17. září 1994, Ostrava
- 10 000 m – 32:27,68 – 15. července 2000, Plzeň
- půlmaraton – 1.11:02 – 24. září 1994, Oslo
- maraton – 2.25:19 – 18. dubna 1994, Boston